# North Shore University Hospital
North Shore University Hospital (anteriormente conocido como Manhasset Hospital ) es parte de Northwell Health, el proveedor de atención médica y empleador privado más grande del estado de Nueva York. Es uno de los hospitales docentes primarios de la la Escuela de Medicina en Hofstra/Northwell, que ofrece programas de residencia, programas de capacitación de posgrado y becas clínicas. 
El hospital se encuentra en Manhasset, Nueva York, en los Estados Unidos.
North Shore Hospital hospital es un centro de trauma de nivel I, tiene 738 camas y un personal de aproximadamente 4,000 médicos especialistas y subespecialistas.
El hospital ofrece atención en todas las especialidades médicas y quirúrgicas, incluyendo servicios cardiovasculares, atención del cáncer, ortopedia, medicina materno-fetal y servicios de salud de la mujer. El hospital ofrece muchos capacidades de neurociencia, incluyen el Instituto Chiari – así como un centro de accidentes cerebrovasculares designado por el estado. 
El campus del North Shore University Hospital también contiene el Sandra Bass Heart Hospital y el Sandra Atlas Bass Center for Liver Diseases, que colaboran para realizar servicios de trasplante de corazón, hígado y riñón.
El campus alberga el Instituto Feinstein de Investigación Médica.

## Historia
North Shore University Hospital fue construido en terreno donado por John Hay Whitney en 1949 y 1955. La ceremonia se llevó a cabo el 6 de mayo de 1951 y fue televisada en vivo por NBC. El hospital abrió el 27 de julio de 1953, con 253 médicos, 169 camas, 108 enfermeras, y voluntarios.
En 1963, adición del Pabellón Payson-Whitney aumentó la capacidad de pacientes hospitalizados a 286 camas. Los cambios de 1969 a 1976 incluyeron la creación del Pabellón Cohen y la Clínica de atención ambulatoria Levitt. El Payson-Whitney Pavilion también se amplió a diez pisos. Esto aumentó la capacidad de hospitalización del hospital a 512 camas.
La construcción del Pabellón Conmemorativo Don Monti aumentó la capacidad de hospitalización a 731 camas en 1992. En 2006, el hospital nombró su campus en honor a la colaboradora y fideicomisaria, Sandra Atlas Bass.
El hospital fue diseñado por Manoug Exerjian .